# Giovanni Battista Billia
Giovanni Battista Billia (Codroipo, 26 marzo 1840 – Udine, 5 gennaio 1910) è stato un avvocato e politico italiano.

## Biografia
Figlio di Daniele Billia, chirurgo, e fratello minore di Antonio, perde il padre e viene cresciuto a Udine dallo zio Paolo Billia, avvocato e politico. Si laurea a Padova in Giurisprudenza e svolge il praticantato nello studio legale dello zio. Con l'avvento della sinistra al potere (1876) raccoglie l'eredità del fratello Antonio, che era stato deputato nella X e XI legislatura; con l'appoggio autorevole dello zio viene eletto per tre volte, rappresentando la sua città in parlamento per dieci anni. Convinto assertore del principio che lo stato non deve essere costretto a risanare le finanze dei comuni che le rovinano per scelte sbagliate fa ridurre in modo consistente il sussidio al comune di Firenze del 1878 e il totale degli interventi speciali per il risanamento di Napoli. Terminata l'esperienza parlamentare si dedica alla professione e alla vita politica locale di Udine, dove per vent'anni è stato consigliere comunale, consigliere e vice-presidente della locale Cassa di Risparmio, revisore della Banca di Udine e della Tessitura Barbieri.